# Intelligenzaktion

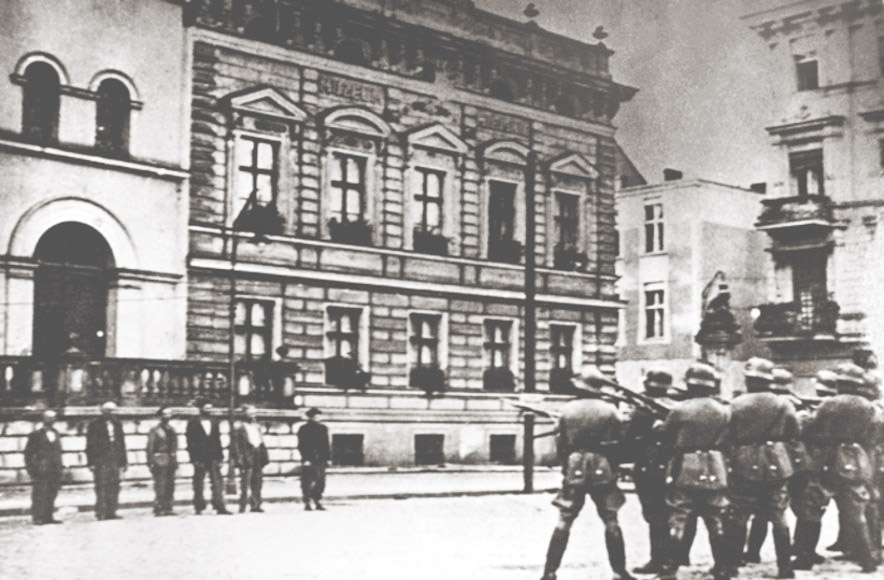
Offentlig avrättning av tjugofem framstående medborgare från Bydgoszcz den 9 september 1939 framför stadsmuseet på det historiska torget i stadskärnan. Kropparna fick ligga kvar på marken i sex timmar för att injaga skräck i stadens invånare.

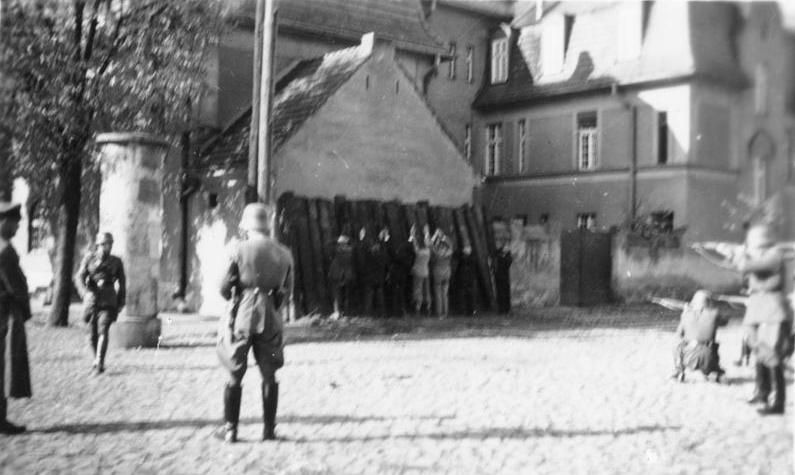
Avrättning av polacker utförd av SS Einsatzgruppen 20 oktober 1939 i Kórnik.

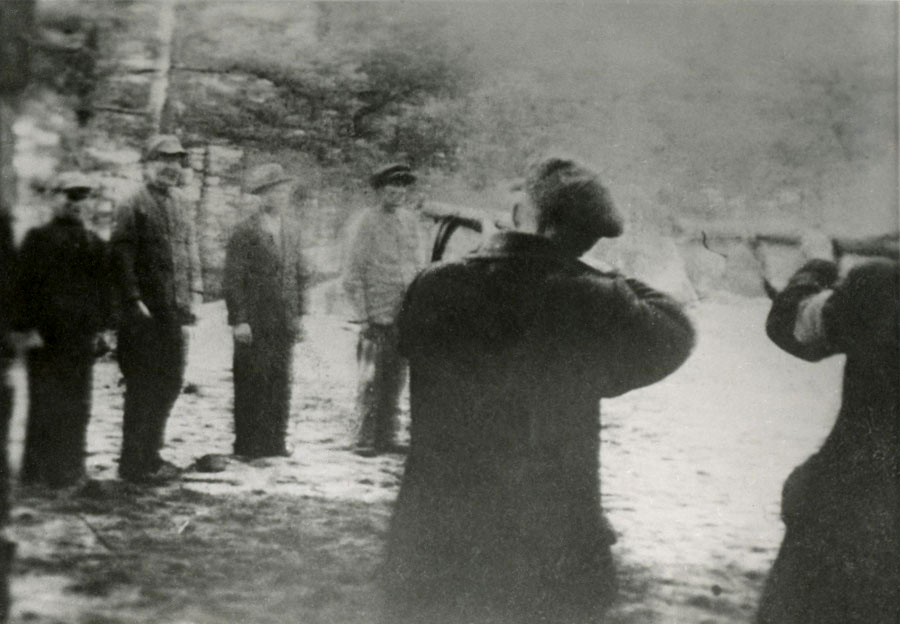
Avrättning i skogen vid Piaśnica, en del av Sonderaktion Pommern. Omkring 12 000 personer mördades i Piaśnica av Volksdeutscher Selbstschutz.

Intelligenzaktion var en tysk folkmordskampanj riktad mot de polska eliterna, framför allt intellektuella, genomförd i de delar av Polen som var annekterade av Tredje riket. Den följdes av AB-Aktion som var avsedd att likvidera den polska intelligentian i Generalguvernementet, den del av Polen som inte införlivats med Tyskland. Under aktionen genomfördes planerade och metodiska mord på omkring 50 000 personer med intellektuella yrken och en ledande ställning i samhället. Ytterligare 50 000 sändes till koncentrationsläger där bara en liten procent överlevde. Avrättningarna genomfördes mellan september 1939 och april 1940 i olika delar av Polen. Omkring 61 000 av offren kom från särskilda namnlistor som upprättats i förväg.
Intelligenzaktion var ett viktigt led i genomförandet av Operation Tannenberg som gick ut på att säkra den tyska överhögheten över Polen. Slutmålet var, enligt den nazistiska Generalplan Ost, att det nya Stortyskland skulle sträcka sig bort till Uralbergen. De slaviska folken i området skulle dödas, fördrivas, förslavas eller germaniseras. 

## Syfte
Adolf Hitler hade deklarerat att de polska eliterna kunde få polackerna att vara olydiga mot sina nya tyska herrar och därför måste elimineras i preventivt syfte.

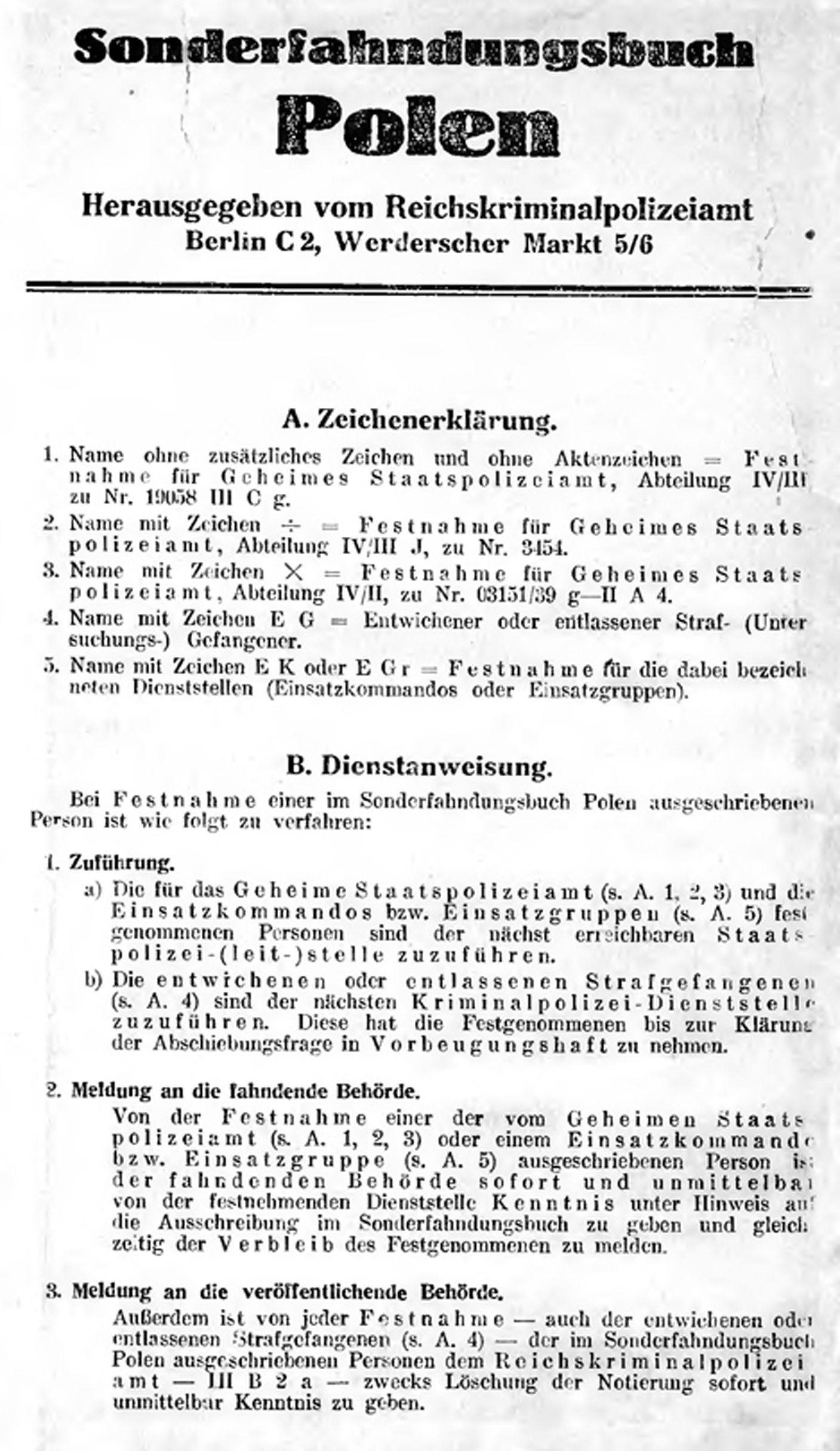
Sonderfahndungsbuch Polen – listor på 60 000 presumtiva offer för Intelligenzaktion.

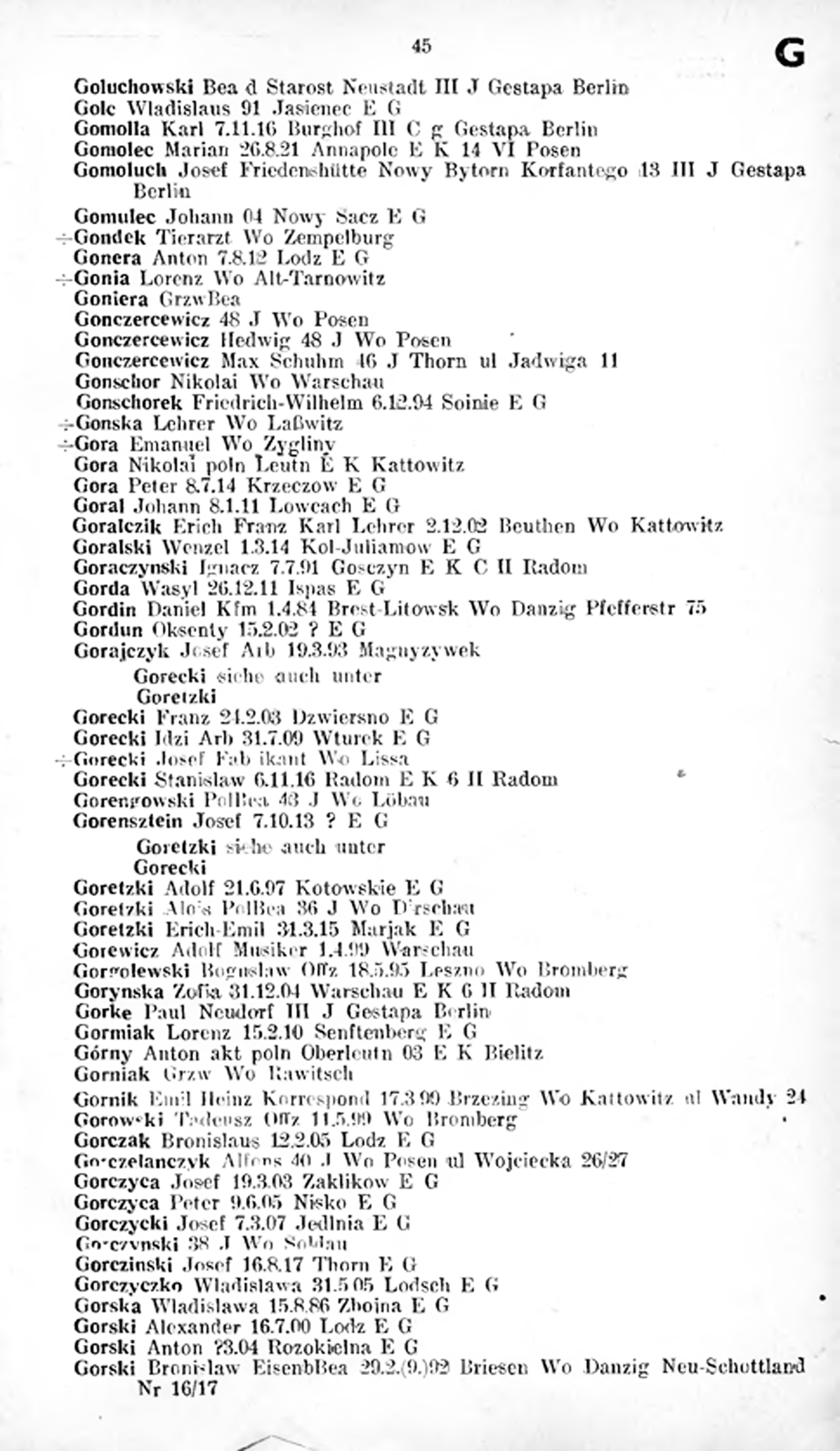
Sonderfahndungsbuch Polen – bokstaven "G". Förkortningar: EK (Einsatzkommando) och EGr (Einsatzgruppen)

Det polska samhällets eliter ansågs enligt nazistiska rasteorier troligen vara av tyskt blod eftersom deras dynamiska ledarskap stred mot den "slaviska fatalismen", men att utrota sådana element sågs som nödvändigt eftersom deras patriotism kunde inspirera till motstånd mot den tyska överhögheten. Dessutom fick inte tyskt blod tjäna en främmande nation. De intellektuellas barn skulle kidnappas och germaniseras. Detta skulle hindra att en ny generation polska intellektuella uppstod.

## Genomförande
Aktionen genomfördes av SS paramilitära dödspatruller, Einsatzgruppen, och den tyska minoritetens i Polen paramilitära organisation, Volksdeutscher Selbstschutz. 
”Generalguvernementet är vår arbetskraftsreserv för enklare arbeten (tegelbruk, vägbyggen osv osv). (…) Man måste ovillkorligen fästa uppmärksamhet vid faktum att det inte kan finnas några ”polska herrar”; där det finns polska herrar, och jag bryr mig inte om hur hårt det låter, måste de dödas (…) därför måste alla representanter för den polska intelligentian dödas.”
Anteckningar av Martin Bormann från ett möte i Berlin i oktober 1940 med Adolf Hitler och Hans Frank, generalguvernör för den ockuperade delen av Polen.
Målet med aktionen var att eliminera det polska samhällets eliter, vilka definierades mycket brett: adelsmän, intellektuella, lärare, entreprenörer, personer aktiva i lokalsamhället, militära veteraner, medlemmar i folkrörelser, präster, domare, politiker och alla med högre utbildning. Människor arresterades med hjälp av en lista på ”rikets fiender” – Sonderfahndungsbuch Polen, som sammanställts redan före kriget av personer ur den tyska minoriteten i Polen i samarbete med tyska underrättelsetjänsten.

## Regionala aktioner
- Intelligenzaktion Pommern – en regional, mycket hemlig mordoperation i Pommerns vojvodskap där 23 000 polacker mördades. Enstaka personer avrättades offentligt för att sprida skräck bland allmänheten, övriga arresterades och försvann.
- Intelligenzaktion Posen med 2 000 offer från Poznań.
- Intelligenzaktion Masowien 1939–1940 med 6 700 döda från Ostrołęka, Wyszków, Ciechanów, Wysokie Mazowieckie och Giełczyn nära Łomża.
- Intelligenzaktion Schlesien 1940, 2 000 döda.
- Intelligenzaktion Litzmannstadt i Łódź, 1 500 döda.
- Sonderaktion Krakau, där 183 professorer från Jagellonska universitetet i Kraków deporterades till Sachsenhausen.
- Zweite Sonderaktion Krakau
- Sonderaktion Tschenstochau i Częstochowa.
- Sonderaktion Lublin, 2 000 döda varav de flesta präster.
- Sonderaktion Bürgerbräukeller i Łódź vojvodskap.
- Czarny Las-massakern i Stanisławów (idag Ivano-Frankivsk), 250–300 döda.